# Wouro Mal Sambo
Pour les articles homonymes, voir Sambo (homonymie).
Wouro Mal Sambo (ou Wouro Malsambo, Ouro Malsambo) est une localité du Cameroun située dans la commune de Kalfou, le département du Mayo-Danay et la Région de l'Extrême-Nord, à proximité de la frontière avec le Tchad.

## Population
Lors du recensement de 2005, on y a dénombré 1 028 habitants.
Une étude de terrain de 2011 évalue la population à 971 personnes.